# 吳宇紅
吳宇紅（1966年11月3日—），福建福州人，中国已退役女子羽球運動員。父系祖先來自台湾花莲阿美族。

## 生平
1986年，吳宇紅贏得波蘭羽球公開賽女子單打冠軍，並與史方靜一起贏得女子雙打冠軍。1992年，她與潘莉一起贏得亞洲羽球錦標賽女子雙打冠軍。1993年，她與陳穎一起贏得了香港羽球公開賽及中國羽球公開賽女子雙打冠軍。
吳宇紅曾代表中國參加1994年優霸盃（女子國際團體賽），獲得亞軍。

## 家庭
父亲是中华全国台湾同胞联谊会原副会长吴愿金。

## 外部連結
- 吳宇紅在世界羽球聯盟的登錄資料